# Rio Moho
Rio Moho é um rio centro-americano da Guatemala.